# デヴィッド・ミショッド
デヴィッド・ミショッド（David Michôd、1972年11月30日 - ）は、オーストラリアの映画監督、脚本家である。『アニマル・キングダム』を手がけたことで知られている。

## 経歴
1972年11月30日、シドニーに生まれる。メルボルン大学で学んだ。
2010年、『アニマル・キングダム』で長編映画監督デビューを果たす。同年、『メタルヘッド』の脚本を手がける。2014年には、ガイ・ピアースとロバート・パティンソンを主演に迎えた『奪還者』が第67回カンヌ国際映画祭にて上映された。2017年、ブラッド・ピット主演の『ウォー・マシーン: 戦争は話術だ!』で監督と脚本を手がけた。

## フィルモグラフィー

### 長編映画
- アニマル・キングダム Animal Kingdom （2010年） - 監督・脚本・出演
- メタルヘッド Hesher （2010年） - 脚本
- 奪還者 The Rover （2014年） - 監督・脚本・原案・製作
- ウォー・マシーン: 戦争は話術だ! War Machine （2017年） - 監督・脚本
- キング The King （2019年） - 監督・脚本・製作

### 短編映画
- ソロ ロスト・アット・シー 冒険家アンドリュー・マッコリーの軌跡 Solo （2008年） - 監督